# Parigi-Roubaix 1967
La Parigi-Roubaix 1967, sessantacinquesima edizione della corsa, fu disputata il 9 aprile 1967, per un percorso totale di 263 km. Fu vinta dall'olandese Jan Janssen, giunto al traguardo con il tempo di 7h08'31" alla media di 36,824 km/h davanti a Rik Van Looy e Rudi Altig.
Presero il via da Parigi 151 ciclisti, 44 di essi tagliarono il traguardo a Roubaix.

## Ordine d'arrivo (Top 10)
| Pos. | Corridore            | Squadra    | Tempo   |
| ---- | -------------------- | ---------- | ------- |
| 1    | Jan Janssen          | Pelforth   | 7h08'31 |
| 2    | Rik Van Looy         | Willem II  | s.t.    |
| 3    | Rudi Altig           | Molteni    | s.t.    |
| 4    | Georges Vandenberghe | Romeo      | s.t.    |
| 5    | Edward Sels          | Flandria   | s.t.    |
| 6    | Willy Planckaert     | Romeo      | s.t.    |
| 7    | Raymond Poulidor     | Mercier-BP | s.t.    |
| 8    | Eddy Merckx          | Peugeot-BP | s.t.    |
| 9    | Arthur De Cabooter   | Gr. Leeuw  | s.t.    |
| 10   | Gianni Motta         | Molteni    | s.t.    |